# Sudeti Centrali
I Sudeti Centrali (in lingua ceca: Orlická oblast o Střední Sudety;  in polacco: Sudety Środkowe, in tedesco: Mittelsudeten) sono la porzione centrale della catena montuosa dei Sudeti e sono posizionati nella regione di confine tra la Repubblica Ceca e la Polonia.
Si estendono dal fiume Nysa Kłodzka e la Valle di Kłodzko a est, fino al corso superiore del fiume Bóbr a ovest.

## Suddivisione
I Sudeti Centrali comprendono i seguenti gruppi montuosi:
- Monti Bardzkie
- Monti Bystrzyckie
- Monti Orlické
- Monti del Gufo
- Monti di Pietra
- Monti Tavola

La città più importante all'interno della regione dei Sudeti Centrali è Wałbrzych in Polonia, antico centro minerario dove un tempo era fiorente l'attività di estrazione del carbone bituminoso dalle miniere dei Monti del Gufo.

## Evoluzione geologica
Le rocce più antiche, che si trovano nei Monti del Gufo, sono state fortemente metamorfizzate probabilmente ancora nel Precambriano.
Successivamente si depositarono sedimenti marini che hanno dato luogo alla formazione dei Monti Bardzkie e alla parte settentrionale della valle di Kłodzko. I Sudeti Centrali furono poi coinvolti nel sollevamento tettonico collegato all'orogenesi caledoniana nel Paleozoico.
L'orogenesi è stata seguita da un livellamento e dal deposito di nuovi sedimenti nel corso del Carbonifero inferiore. Un altro corrugamento tettonico influenzò la formazione di quest'area nel corso dell'orogenesi ercinica del tardo Paleozoico.
Durante i successivi 200 milioni di anni, le montagne subirono l'erosione degli agenti atmosferici. Nel corso del Carbonifero, Permiano e Triassico inferiore, nelle depressioni si depositarono spessi strati di rocce sedimentarie e vulcaniche; si tratta principalmente di arenarie, conglomerati e scisti con inserti carboniosi, formatisi in condizioni climatiche calde e umide (Carbonifero); arenarie, scisti e conglomerati con inserti in calcare, creati in condizioni desertiche e caratterizzati da colore rosso (Permiano) e arenarie rosse (Triassico).
Nel corso del Triassico medio e superiore, del Giurassico e Cretaceo inferiore, le rocce formatesi in precedenza subirono un'erosione pressoché totale che portò quasi alla scomparsa dell'intera catena dei Sudeti.
Nel Cretaceo, un mare profondo ricopriva la parte centrale del massiccio della Boemia fino al bacino dei Sudeti Centrali. Gran parte di questi monti era ricoperta da uno spesso strato di sedimenti sabbiosi.
Il risollevamento dei Sudeti Centrali ai livelli attuali, è una conseguenza dell'orogenesi alpina avvenuta nel Terziario, durante la quale gli strati rigidi della crosta terrestre si frantumarono in diverse parti, lungo grandi faglie di oltre 1000 metri di altezza, creando catene montuose costituite da grandi blocchi separati da ampie vallate. Gli strati di arenaria del Cretaceo superiore vennero dislocati e la parte nord-orientale si sollevò dando luogo alla formazione dei Monti Tavola. 
Nel corso dell'orogenesi alpina si intensificarono i fenomeni vulcanici, che hanno lasciato evidenze nei flussi basaltici.
Dopo la fine dell'orogenesi alpina, tutti i Sudeti sono andati nuovamente incontro all'azione erosiva degli agenti atmosferici, all'erosione fluviale, ma anche ai fenomeni di sedimentazione con depositi provenienti dai fiumi, dai sedimenti glaciali (portati dai ghiacciai scandinavi) e dai sedimenti eolici nell'ultima era glaciale. I depositi di origine glaciale si formarono solo nella valle di Bystrzyca e nella valle di Kłodzko, dove la calotta glaciale penetrava attraverso l'abbassamento del passo di Kłodzka.

## Idrologia
La catena dei Sudeti Centrali si trova a cavallo dello spartiacque tra il bacino idrografico del Mar Baltico e del Mare del Nord. Le acque dei fiumi che scendono dalle pendici settentrionali vanno a sfociare nel Mar Baltico, mentre quelle dei versanti meridionali vanno a finire nel Mare del Nord. Tutti questi corsi d'acqua vanno ad alimentare i due fiumi principali di questa regione, l'Oder, che va a sfociare nel Mar Baltico, e l'Elba che si getta nel Mare del Nord.

## Clima

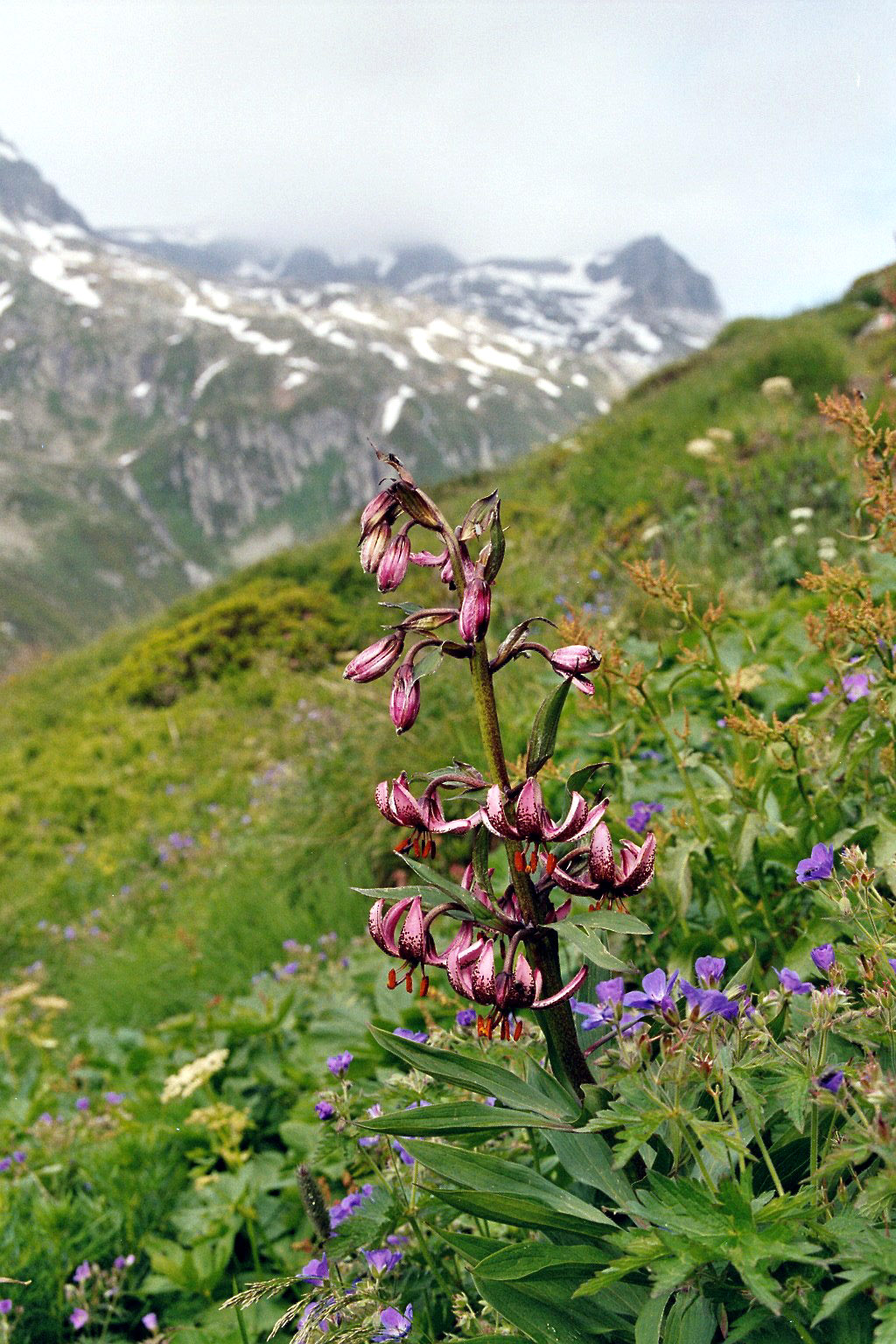
Giglio martagone, una specie protetta.

Il clima dei Sudeti centrali, data la bassa elevazione, è modellato dalle masse d'aria del mare, con precipitazioni abbastanza elevate.
La temperatura diminuisce con l'altitudine, ma l'aumento delle precipitazioni garantisce buone condizioni di neve in inverno, che è piuttosto rigido. Nelle valli montane e negli altopiani, le temperature medie sono più alte e il clima è caldo e umido. Un tipico clima di montagna si verifica solo nelle parti più elevate delle montagne. La maggior parte delle precipitazioni nevose in inverno avviene nei Monti Orlické e Bystrzyckie (a Zieleniec) e nelle parti più alte dei Monti di Pietra. La maggior copertura nuvolosa si presenta in autunno e in inverno, mentre è minore in estate. Le piogge sono spesso accompagnate da violenti temporali con fulmini.
- massimo termico: luglio-settembre, temperatura media intorno a 16 °C
- minimo termico: gennaio-febbraio, temperatura media dell'aria circa -6 °C
- la temperatura media annuale nei fondovalle di 400-500 m è di circa 7 °C
- durata dell'inverno: 14–16 settimane
- stagione di crescita: nelle valli inizia nella seconda decade di aprile e dura circa 210 giorni. Alle altitudini più elevate inizia alla fine di aprile e dura circa 170 giorni
- periodo estivo: nelle valli, circa 8 settimane; nelle zone più elevate, circa 6 settimane
- precipitazioni annuali: nelle valli 750–850 mm; in montagna oltre 1000 mm
- precipitazioni massime: luglio
- precipitazioni minime: febbraio
- influenza dell'altitudine sulla temperatura: per ogni 100 m di altitudine, la temperatura diminuisce in media di 0,5-1,0 °C
- ritenzione di neve: alle altitudini più elevate fino a 100 giorni (sui pendii settentrionali boscosi fino all'inizio di maggio); in valle fino a 50 giorni
- venti dominanti: sud-ovest; nelle zone sommitali prevalgono i venti occidentali.